# ژرژ گورویچ
ژرژ گورویچ (روسی: Гео́ргий Дави́дович Гу́рвич و (به فرانسوی: Georges Gurvitch) و (به انگلیسی: Georges Gurvitch)؛ (۲۰ اکتبر ۱۸۹۴، نووروسیسک –۱۲ دسامبر ۱۹۶۵، پاریس) جامعه‌شناس و حقوقدان فرانسوی روسی الاصل بود. او یکی از جامعه‌شناسان برجسته زمان خود، متخصص جامعه‌شناسی معرفت و جامعه‌شناسی حقوق بود. او در سال ۱۹۴۴ مجله Cahiers internationaux de Sociologie را تأسیس کرد.

## ترور
گورویچ و همسر الجزایری‌تبار او که مدافع استعمارزدایی و خواهان استقلال الجزایر بود، در ۲۲ ژوئن ۱۹۶۲ قربانی حمله تروریستی گروه ملی‌گرای راست افراطی، سازمان ارتش سری (O.A.S) واقع شدند که مخالف استقلال الجزایر از فرانسه بودند. آپارتمان آنها با بمب ویران شد و آنها مدتی در منزل مارک شاگال بلاروسی (۶ ژوئیه ۱۸۸۷–۲۸ مارس ۱۹۸۵) نقاش فرانسوی - روسی ساکن شدند.

## شغل
ژرژ گورویچ در دانشگاه پاریس  کرسی جامعه‌شناسی داشت.
گورویچ شخصیت مهمی در توسعه جامعه‌شناسی حقوق است. مانند سایر جامعه‌شناسان حقوقی، او اصرار داشت که قانون صرفاً قواعد یا تصمیماتی نیست که توسط نهادهای دولتی مانند قوه مقننه، دادگاه‌ها و پلیس تولید، تفسیر و اجرا می‌شود. گروه‌ها و جوامع از انواع مختلف، چه به‌طور رسمی ساختار یافته باشند و چه غیررسمی، مقرراتی را برای خود و دیگران ایجاد می‌کنند که به درستی می‌تواند از منظر جامعه‌شناختی قانون در نظر گرفته شود. با این حال، کثرت‌گرایی حقوقی گورویچ بسیار دقیق‌تر و رادیکال‌تر از بسیاری از جامعه‌شناسان حقوقی است و انواع بسیار متنوعی از قوانین را در انواع مختلف اجتماعی - یا تعامل اجتماعی - می‌بیند که او در نوشته‌هایش متمایز می‌کند. وی ضرورت تأکید بر واقعیت و اهمیت حقوق اجتماعی و حقوق اجتماعی را در تقابل با آن چیزی می‌دید که قانون فردی می‌نامید. منشور حقوق اجتماعی او که در پایان جنگ جهانی دوم تهیه شد، تلاشی برای بیان طرحی از چارچوب قانونی حقوق اجتماعی برای دنیای پس از جنگ بود که در آن ایده حقوق بشر به تازگی قدرتمند شده بود.

## علی شریعتی
جامعه‌شناس و ایدئولوگ انقلاب ۱۹۷۹ یا انقلاب ۱۳۵۷ ایران علی شریعتی (۲ آذر ۱۳۱۲-۲۹ خرداد ۱۳۵۶) در دهه ۱۹۶۰ در دوران تحصیل خود در دانشگاه سوربن فرانسه زیر نظر ژرژ گورویچ تحصیل کرد.
- حسن حبیبی (۱۵ اسفند ۱۳۱۵-۱۲ بهمن ۱۳۹۱) سیاستمدار و جامعه‌شناس ایرانی نیز در دوره دکتری در دانشگاه سوربن فرانسه دانشجوی ژورژ گورویچ بود. حبیبی بعدها چند کتاب او را به فارسی ترجمه کرد.

### بررسی آثار گورویچ
- بناکار، رضا: یکپارچه سازی دیدگاه‌های متقابل: در مورد نظریه ژرژ گورویچ در مورد تجربه حقوقی فوری در ۱۶/۱ مجله حقوق و جامعه کانادا. ۲۰۰۱. تجدید چاپ در راجر کاترل، ویرایش، قانون در نظریه اجتماعی. آلدرشات، اشگیت. ۲۰۰۶. موجود در SSRN https://ssrn.com/abstract=1777167
- بناکار، رضا: ژرژ گورویچ در دایرةالمعارف حقوق و جامعه: دیدگاه‌های آمریکایی و جهانی. هزار بلوط: ۲۰۰۶، سیچ.
- بلی، ژان گای: ژرژ گورویچ و متخصصان اندیشه حقوقی در ۴ قانون و جامعه ۳۵۳–۷۰ (۱۹۸۶)
- بوسرمن، فیلیپ: جامعه‌شناسی دیالکتیکی: تحلیلی از جامعه‌شناسی ژرژ گورویچ. بوستون: پورتر سارجنت (۱۹۶۸)
- کاربونیر، ژان: گورویچ و حقوقدانان در ۴ قانون و جامعه ۳۴۷–۵۱ (۱۹۸۶).
- چوی، چاانشیک: آزادی و جبر: جامعه‌شناسی پرومته ژرژ گورویچ (رساله دکتری در مدرسه جدید پژوهش‌های اجتماعی، نیویورک، ۱۹۷۸)
- هانت، آلن: جامعه‌شناسی حقوق گورویچ و تیماشف: نقد نظریه‌های یکپارچگی هنجاری در پژوهش در حقوق و جامعه‌شناسی، جلد اول. ۲، صص ۱۶۹–۲۰۴ (۱۹۷۹)،
- مک دونالد، پائولین: جامعه‌شناسی حقوقی ژرژ گورویچ در ۶ مجله بریتانیایی حقوق و جامعه ۲۴–۵۲ (۱۹۷۹).
- نورو، پیر و آندره ژان آرنو: جامعه‌شناسی حقوق در فرانسه: روندها و پارادایم‌ها در ۲۵ مجله حقوق و جامعه ۲۵۸–۸۳ (۱۹۹۸).
- سوئدبرگ، ریچارد: جامعه‌شناسی به مثابه افسون زدایی: تکامل کار ژرژ گورویچ. آتلانتیک هایلندز، نیوجرسی: انتشارات علوم انسانی، ۱۹۸۲.